# Pelosia ramosula
Pelosia ramosula är en fjärilsart som beskrevs av Otto Staudinger 1887. Pelosia ramosula ingår i släktet Pelosia och familjen björnspinnare. Inga underarter finns listade i Catalogue of Life.